# Nou Camerun

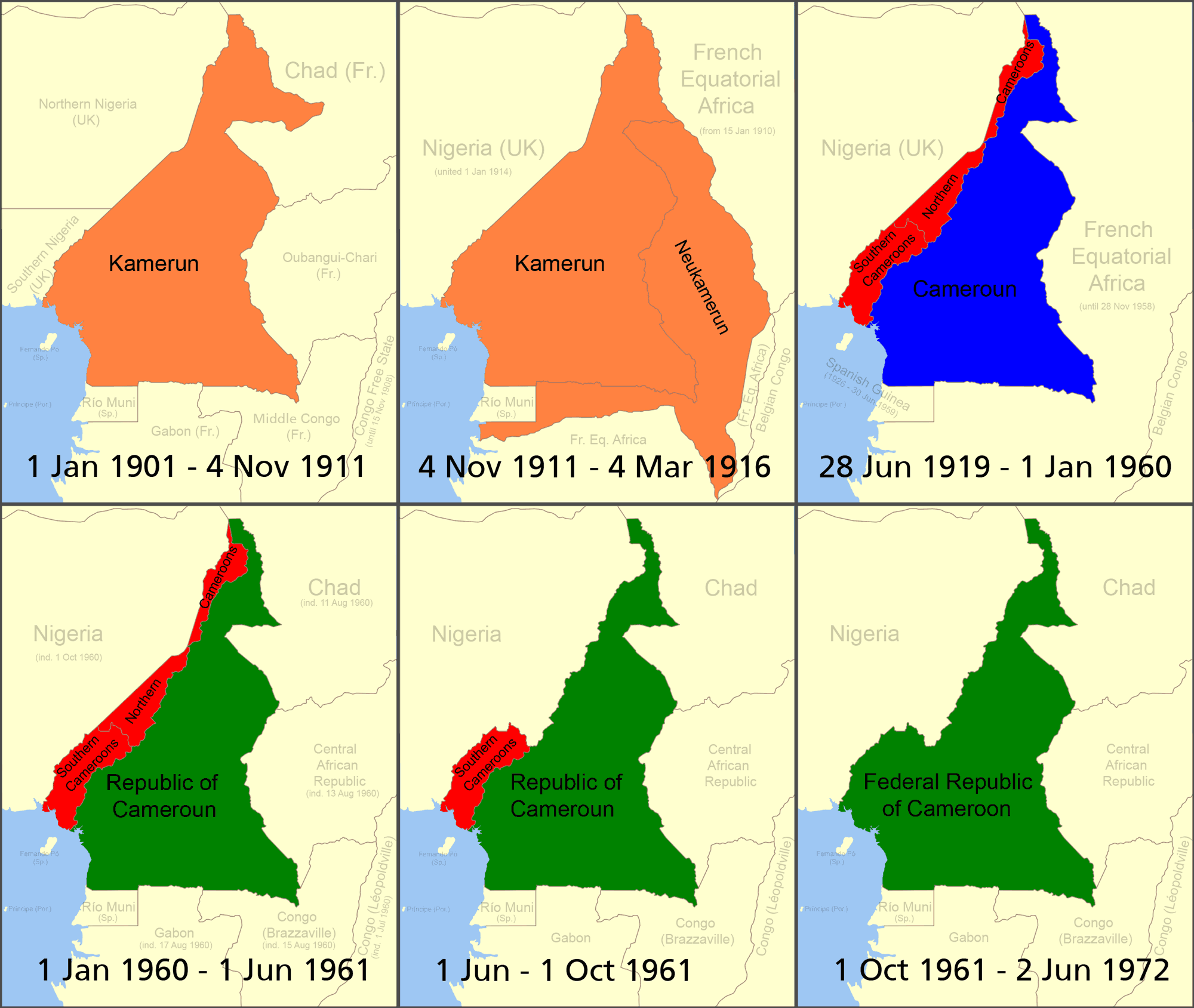
Camerun 1901–1972

Nou Camerun (Neukamerun en alemany) fou el nom dels territoris centrals (equatorials) africans cedits per França a Alemanya el 1911. Al prendre possessió del càrrec el 1907, Theodor Seitz, governador alemany del Camerun (Kamerun), va defensar l'adquisició de territoris del Congo francès. El únic riu important que permetia la sortida de les possessions alemanyes a l'Àfrica Centrals era el riu Congo, i els territoris a l'est del Camerun podrien tenir un accés millor a aquella via fluvial.
França i Alemanya eren rivals pel Marroc, i el 1911, la crisis d'Agadir va esclatar sobre la qüestió de la possessió d'aquell regne. França i Alemanya van acordar negociar el 9 de juliol de 1911, i el 4 de novembre, van signar el Tractat de Fes. França va acordar cedir part del Congo francès a Alemanya a canvi de reconeixement alemany dels drets de França al Marroc i una tira de terra a l'extrem nord-oriental del Camerun Alemeny entre els rius Logone i Chari. El protectorat de Camerun va créixer de 465.000 km² a 760.000 km². Otto Gleim era governador de Kamerun en aquell moment. Es va dividir en dos parts: el Nou Cameru del Nord i el Nou Camerun del Sud.
El canvi va provocar debat dins Alemanya; els adversaris van argumentar que els territoris nous oferien poques oportunitats per l'explotació comercial o altres beneficis. El secretari colonial alemany finalment va dimitir a causa de l'afer.
Durant la Primera Guerra Mundial, França volia recuperar els territoris cedits i ho va aconseguir. Ja abans de 1916, amb la rendició de forces alemanyes a l'Àfrica occidental o central, França va agafar els territoris i els va reincorporar als seus dominis. El 1921 França va agafar control de l'anomenat Camerun Oriental (la part oriental de l'antic Camerun Alemany en les seves fronteres de 1911) com a mandat de la Lliga de Nacions i en aquesta condició no va ser integrat a l'Àfrica Equatorial francesa. El territori avui forma part del Txad, República Centreafricana, República del Congo, i Gabon.